# إدنا ماريون
إدنا ماريون (بالإنجليزية: Edna Marion)‏ هي ممثلة أمريكية، ولدت في 12 ديسمبر 1906 بشيكاغو في الولايات المتحدة، وتوفيت في 2 ديسمبر 1957 في الولايات المتحدة.

## أعمال

### أفلام
- (1928) فيلة طائرة

## وصلات خارجية
- إدنا ماريون على موقع IMDb (الإنجليزية)
- إدنا ماريون على موقع أول موفي (الإنجليزية)
- إدنا ماريون على موقع قاعدة بيانات الأفلام السويدية (السويدية)
- إدنا ماريون على موقع قاعدة بيانات الفيلم (الإنجليزية)
- إدنا ماريون على موقع كينوبويسك (الروسية)